# Parti communiste unifié du Népal (maoïste)
Pour les articles homonymes, voir Parti communiste du Népal et Parti communiste unifié (homonymie).

Drapeau du PCUN-M

Le Parti Communiste du Népal (maoïste-centre)  (en népalais : नेपाल कम्युनिस्ट पार्टी (माओवादी)), rebaptisé en 2009 Parti communiste unifié du Népal (maoïste-centre), est un parti politique népalais, fondé en 1994 sous le nom de Parti communiste du Népal (centre d'unité) et dirigé par Pushpa Kamal Dahal, plus connu sous son nom de guerre de Prachanda.
Fréquemment désigné sous les sigles PCN-M, puis PCUN-M ou sous ses sigles anglais — CPN(M) puis UCPN(M) — il ne doit être confondu avec le Parti communiste du Népal (marxiste-léniniste unifié) (PCN-MLU).
Entre 2018 et 2021, le PCUN-M fusionne avec le PCN-MLU pour former l'éphémère Parti communiste du Népal. 
Il entre en 2023 dans le Front socialiste, une organisation regroupant le PCUN-M, le Parti socialiste populaire du Népal, le Parti communiste du Népal (socialiste unifié) et le Parti communiste du Népal de Netra Bikram Chand.

## Histoire

### «Guerre populaire népalaise»: 1995-2006
Le PCN-M a été désigné, jusqu'en 1995, sous l'appellation « Parti communiste du Népal (centre d'unité) », qui était celui d'une des formations s'étant fondues, en 1994, dans le PCN-M.
Le 13 février 1996, le PCN-M lance la révolution népalaise, via sa branche armée, l'Armée populaire népalaise.
L'insurrection maoïste commence dans les trois districts de Rolpa, Rukum, Jajarkot et, petit à petit se répand dans tout le Népal.
Les guérilleros opéraient à des degrés divers, dans 68 des 75 districts qui composent le Népal où l'impact de leur influence varie d'une région à l'autre. Dans les districts de Rolpa, Rukum, Jajarkot, Salyan, Pyuthan, Kalikot et dans le centre-ouest du Népal, seuls les chefs-lieux de district échappent à leur contrôle (Le gouvernement népalais ayant désigné ces régions comme « sensibles classe A »). Neuf districts, à savoir : Dolkha, Ramechhap, Sindhuli, Kavrepalanchowk, Sindhupalchowk, Gorkha, Dang, Surkhet et d'Achham, sont classées comme « sensibles classe B », tandis que 17 districts sont Khotang, Okhaldhunga, Udaypur, Makwanpur, Lalitpur, Nuwakot, Dhading, Tanahu, Lamjung, Parbat, Baglung, Gulmi, Arghakhachi, Bardiya, Dailekh, Jumla et Dolpa sont classées comme « sensibles classe C ». Ainsi, les maoïstes ont de très fortes bases dans l'ouest, le centre-ouest et en partie dans la région de l'est. 
De 1996 à 2006, la guerre civile népalaise, au fil des affrontements avec l'armée régulière et des dégâts collatéraux, fait un nombre de victimes estimé à environ 13 000 : le département d'État américain a classé le parti maoïste népalais comme un groupe terroriste jusqu'en septembre 2012.

### Accords de paix et participation gouvernementale: 2006-2009

Symbole choisi par le parti pour sa participation à l'élection de l'Assemblée constituante de 2008.

Le 21 novembre 2006, Prachanda finalise, à Katmandou, un accord de paix avec le Premier ministre Girija Prasad Koirala. Cet accord prévoit notamment le cantonnement des combattants maoïstes et leur future intégration dans l'armée régulière, la surveillance des armes jusque-là détenues par les rebelles et leur intégration dans les institutions régulières. 
En 2007, un nouveau gouvernement de transition est mis sur pied. Dirigé par Girija Prasad Koirala, ce gouvernement est composé de représentants des principaux partis politiques népalais dont cinq ministres appartenant PCN-M. Cependant, face au refus des autres partis politiques de se prononcer pour l'abolition de la monarchie et l'instauration d'une république, les ministres maoïstes démissionnent en septembre 2007. L'élection d'une assemblée constituante, sous les auspices des Nations unies qui était initialement prévue pour le courant de l'année 2007, est reportée à une date ultérieure.
Finalement le 28 décembre 2007, les maoïstes obtiennent gain de cause grâce à un accord avec les autres partis politiques : contre leur réintégration au sein du gouvernement, le parlement provisoire approuve, à une très large majorité, une résolution prévoyant l'abolition de la monarchie après l'élection d'une assemblée constituante. Cet accord prévoit également qu'à partir de cette date, le Népal devienne un « État fédéral, démocratique et républicain ». Les premiers résultats de l'élection de cette assemblée organisée le 10 avril 2008, donne à la surprise générale, une majorité relative de sièges (220 élus sur 575) au parti maoïste, faisant de celui-ci la première formation politique népalaise, auxquels furent adjoints 9 sièges supplémentaires (nommés par le gouvernement) portant leur nombre à 229 députés.
Vendredi 15 août, au terme de tractations avec le Parti communiste du Népal (marxiste-léniniste unifié) et le Forum des droits du peuple madhesi, Népal (MJF), Prachanda est élu Premier ministre par l'Assemblée constituante, avec les voix de 464 députés sur 595 (113 ont voté contre).

### Retour dans l'opposition, retour au pouvoir: 2009-2013
À la suite de désaccords avec le président Ram Baran Yadav, de l'opposition systématique des élus du Parti du Congrès au Parlement à tout projet de réforme avancé par les maoïstes et des pressions de l'armée, le PCN-M quitte le gouvernement le 4 mai 2009 et boycotte le parlement. En décembre 2009 puis en mai 2010, le PCN-M, devenu le principal parti d'opposition, déclenche des mouvements de grève de grève observés massivement par la population (bandh), D'ordinaire très disciplinés, ces mouvements prolongés occasionnent néanmoins des altercations qui contraignent la direction du parti maoïste à suspendre son ordre de grève. En août 2011, le candidat du parti, Baburam Bhattarai, ancien ministre des finances de Prachanda, est élu premier ministre avec le soutien des partis régionalistes. L'approche consensuelle de celui-ci à l'adresse des autres partis soulève une opposition interne au sein du PCUN-M, dont l'aile gauche se détache pour se constituer en parti indépendant. Bhattarai reste premier ministre jusqu'en février 2013, date à laquelle il démissionne pour laisser la place à un gouvernement intérimaire dans l'attente que les élections puissent être organisées. Lors du scrutin de novembre 2013, le PCUN-M, confronté à l'appel au boycott de son ex-aile gauche, est nettement battu, passant de la première à la troisième place et de 229 à 80 sièges,. En 2017, les maoïstes népalais forment l'Alliance de gauche pour la stabilité et la prospérité avec le Parti marxiste-léniniste unifié. Aux élections législatives et régionales de décembre 2017, le parti maoïste obtient 22 % des voix et le Parti marxiste-léniniste unifié 49 %, ouvrant la voie à un gouvernement commun.

## Résultats électoraux

### Élections législatives
| Année | Voix      | %     | Rang | Sièges    |
| ----- | --------- | ----- | ---- | --------- |
| 2008  | 3 144 204 | 29,28 | 1er  | 229 / 601 |
| 2013  | 1 609 145 | 17,79 | 3e   | 80 / 575  |
| 2017  | 1 303 721 | 13,66 | 3e   | 53 / 275  |
| 2022  | 2 158 510 | 10,26 | 3e   | 32 / 275  |